# Шонті Джексон
Шонті Джексон (англ. Shawnti Jackson, нар. 2 травня 2005) — американська легкоатлетка, яка спеціалізується у бігу на короткі дистанції.

## Спортивні досягнення
Чемпіонка світу серед юніорів у естафетному бігу 4×400 метрів (2022).
Срібна призерка чемпіонату світу серед юніорів у естафетному бігу 4×100 метрів (2022).
Бронзова призерка чемпіонату світу серед юніорів у бігу на 100 метрів (2022).
Чемпіонка США серед юніорів у бігу на 100 метрів (2022).
Володарка вищих досягнень Північної і Центральної Америки та країн Карибського басейну серед юніорів у бігу на 60 та 300 метрів у приміщенні.